# Rachel McAdamsová
Rachel McAdamsová, nepřechýleně Rachel McAdams, (* 17. listopadu 1978 Londýn, Ontario) je kanadská herečka. Přelomovou se pro ni stala role „včelí královny“ Reginy George ve filmu Protivný sprostý holky (2004). Ve stejném roce se objevila v adaptaci Zápisník jedné lásky a rok poté v romantické komedii Nesvatbovi. Mezi další snímky, v nichž ztvárnila hlavní postavy, patří Základ rodiny, Noční let a Zakletý v čase. V roce 2009 hrála Irene Adlerovou v adaptaci Sherlock Holmes a o dva roky později ve druhém filmu Sherlock Holmes: Hra stínů, vždy pod režijním vedením Guye Ritchieho. Za roli ve filmu Spotlight získala nominaci na Oscara a Screen Actors Guild Award.

## Životopis
Narodila se v ontarijském Londonu a vyrostla v nedalekém městě St. Thomas. Otec Lance je řidičem kamionu, matka Sandra zdravotní sestrou. Má mladšího bratra Daniela a mladší sestru Kayleen.
Ve čtyřech letech začala krasobruslit (ve stejné obci se narodili olympijští vítězové Tessa Virtueová a Scott Moir) a ve dvanácti pak s herectvím na letním hereckém táboře Original Kids. Po ukončení střední školy
Central Elgin Collegiate Institute v St. Thomas pokračovala studiem herectví na torontské York University, kde v roce 2001 dosáhla titulu bakaláře umění (BFA).

## Kariéra
Roku 2002 získala první hollywoodskou roli v komedii Žába k zulíbání, kde si zahrála po boku Roba Schneidera. V roce 2004 se objevila po boku Lindsay Lohan, Lacey Chabert a Amandy Seyfriedové v komediálním filmu Protivný sprostý holky. Za roli získala dvě ceny MTV . Ve stejném roce si zahrála s Ryanem Gosligem v romantickém dramatu Zápisník jedné lásky, které bylo inspirováno stejnojmennou novelou od Nicholase Sparkse. Za roli získala filmovou cenu MTV a čtyři ceny Teen Choice. O rok později si zahrála s Owenem Wilsonem v komediálním filmu Nesvatbovi. V roce 2005 se také objevila ve hvězdně obsazeném filmu Základ rodiny, s Diane Keatonovou a Sarah Jessicou Parker.

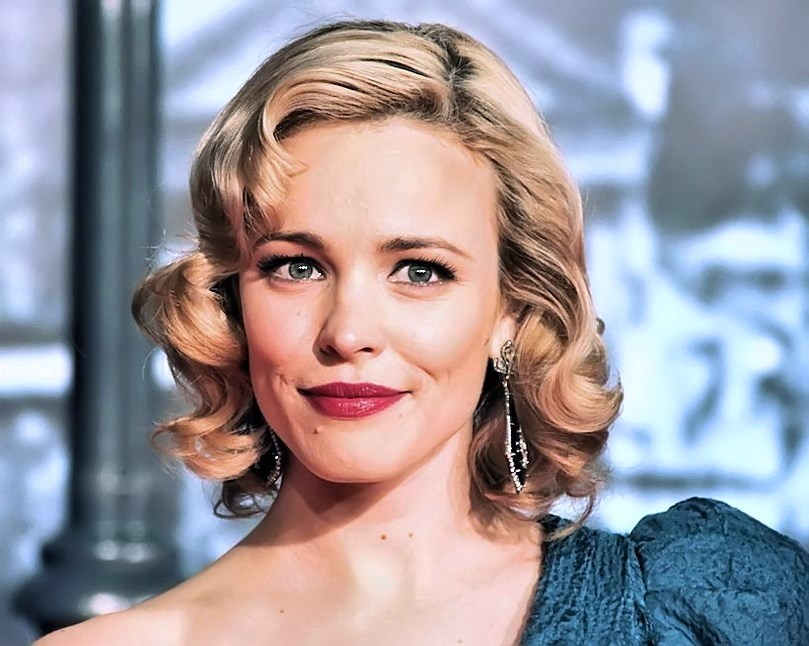
McAdamsová na německé premiéře Sherlocka Holmese, 2010

V letech 2006 až 2007 si dala pauzu, odmítla tak role na filmy Ďábel nosí Pradu, Mission: Impossible III nebo Casino Royale. V roce 2008 se vrátila ke kariéře s filmem Šťastlivci, ve kterém si zahrála s Piercem Brosnanem. S Ericem Banou si zahrála ve filmu Zakletý v čase, který byl inspirován stejnojmennou novelou od Audrey Niffenegger. V roce 2009 přijala roli do filmu Sherlock Holmes, ve kterém hrála Irene Adler, přítelkyni Sherlocka, kterého hrál Robert Downey, Jr.. S Diane Keatonovou si znovu zahrála ve filmu Hezké vstávání v roce 2010.
V roce 2011 si zahrála v romantické komedii z dílny Woodyho Allena Půlnoc v Paříži, po boku Owena Wilsona. S celým obsazením získala nominaci na cenu Screen Actors Guild Award v kategorii Nejlepší obsazení ve filmu. A samotný Woody Allen vyhrál Oscara v kategorii nejlepší původní scénář. Roli Irene Adler si zopakovala ve filmu Sherlock Holmes: Hra stínů. Film vydělal kolem 543 milionů dolarů. V roce 2012 si zahrála s Channingem Tatumem ve filmu Navždy spolu. Film byl inspirován skutečnou událostí. S Benem Affleckem si zahrála ve filmu K zázraku. Poté se objevila ve filmech Vášeň, Lásky čas a Nejhledanější muž.
V roce 2015 získala roli novinářky Sachy Pfeiffer v dramatickém filmu Spotlight, který pojednával o dětském zneužíváním v bostonském katolickém kostele. Aby se s rolí ztotožnila, navštěvovala samotnou Pfeiffer. Za roli získala nominace na Oscara, Critics' Choice Award a Screen Actors Guild Award. S Bradleym Cooperem a Emmou Stoneovou si zahrála ve filmu Aloha. V roce 2015 se také vrátila k televizní tvorbě a přijala roli v seriálu Temný případ. V seriálu hrála Ani Bezzerides, získala nominaci na cenu Critics' Choice Television Award. V roce 2016 proběhla premiéra superhrdinského filmu Doctor Strange, ve kterém hrála jednu z hlavních rolí.

## Osobní život
V letech 2004–2007 byl jejím partnerem kanadský herec Ryan Gosling, se kterým se poznala při natáčení filmu Zápisník jedné lásky. Roku 2009 udržovala čtyřměsíční vztah s americkým hercem Joshem Lucasem. Od roku 2016 je jejím partnerem americký scenárista Jamie Linden. V roce 2018 se jim narodil jejich první syn. V roce 2020 se jim narodila dcera.

## Filmografie
| Film     | Film                                    | Film                          | Film |
| Rok      | Název                                   | Role                          | Poznámky |
| -------- | --------------------------------------- | ----------------------------- | --- |
| 2002     | My Name is Tanino                       | Sally Garfield                | |
| 2002     | Perfect Pie                             | Patsy Grady (15letá)          | Nominace – Genie Award v kategorii nejlepší herečka ve vedlejší roli |
| 2002     | Žába k zulíbání                         | Jessica Spencer/Clive Maxtone | |
| 2004     | Protivný sprostý holky                  | Regina George                 | Filmová cena MTV v kategorii nejlepší průlomové vystoupení – herečka a nejlepší tým ShoWest Award v kategorii herečka roku 2005 Nominace – Filmová cena MTV v kategorii nejlepší zloduch Nominace – Teen Choice Awards v kategorii nejlepší herečka – komedie, nejlepší průlomová herečka – film, nejlepší zčervenání, nejlepší záchvat vzteku a nejlepší zloduch |
| 2004     | Zápisník jedné lásky                    | Allison Hamilton              | Filmová cena MTV v kategorii nejlepší polibek ShoWest Award v kategorii herečka roku 2005 Teen Choice Awards v kategorii nejlepší herečka – drama, nejlepší filmová chemie, nejlepší polibek a nejlepší milostná scéna Nominace – Filmová cena MTV v kategorii nejlepší herečka |
| 2005     | Nesvatbovi                              | Claire Cleary                 | Teen Choice Awards v kategorii nejlepší herečka - komedie |
| 2005     | Noční let                               | Lisa Reisert                  | Nominace – Cena Saturn v kategorii nejlepší herečka Nominace – Filmová cena MTV v kategorii nejlepší herečka Nominace – Teen Choice Awards v kategorii nejlepší filmový výkřik |
| 2005     | Základ rodiny                           | Amy Stone                     | Teen Choice Awards v kategorii nejlepší herečka – komedie Nominace – Satellite Award v kategorii nejlepší herečka ve vedlejší roli – komedie nebo muzikál |
| 2008     | Manželská klec                          | Kay Nesbitt                   | |
| 2008     | Šťastlivci                              | Colee Dunn                    | |
| 2009     | Na odstřel                              | Della Frye                    | |
| 2009     | Zakletý v čase                          | Clare Abshire                 | |
| 2009     | Sherlock Holmes                         | Irene Adler                   | Teen Choice Awards v kategorii nejlepší herečka – akční film Nominace – Cena Saturn v kategorii nejlepší herečka ve vedlejší roli |
| 2010     | Hezké vstávání                          | Becky Fuller                  | |
| 2011     | Sherlock Holmes: Hra stínů              | Irene Adler                   | |
| 2011     | Půlnoc v Paříži                         | Inez                          | Nominace – Screen Actors Guild Award v kategorii nejlepší obsazení Nominace – Satellite Award v kategorii nejlepší herečka ve vedlejší roli |
| 2012     | Navždy spolu                            | Paige Collins                 | Nominace – Filmová cena MTV v kategorii nejlepší polibek Nominace – People's Choice Award v kategorii nejlepší herečka – drama a nejlepší chemie Nominace – Teen Choice Awards v kategorii nejlepší herečka – drama |
| 2012     | K zázraku                               | Jane                          | |
| 2012     | Vášeň                                   | Christine                     | |
| 2013     | Lásky čas                               | Mary                          | |
| 2014     | Nejhledanější muž                       | Annabel Richter               | |
| 2015     | Aloha                                   | Tracy Woodside                | |
| 2015     | Bojovník                                | Maureen Hope                  | |
| 2015     | Malý princ                              | Matka (hlas)                  | |
| 2015     | Vše bude v pořádku                      | Sarfa                         | |
| 2015     | Spotlight                               | Sacha Pfeiffer                | Boston Online Film Critics Association Award v kategorii nejlepší obsazení Boston Society of Film Critics Award v kategorii nejlepší obsazení Central Ohio Film Critics Association Award v kategorii nejlepší obsazení Critics' Choice Movie Award v kategorii nejlepší filmové obsazení Detroit Film Critics Society Award v kategorii nejlepší filmové obsazení Georgia Film Critics Association Award v kategorii nejlepší filmové obsazení Gotham Independent Film Award v kategorii nejlepší obsazení Independent Spirit Award v kategorii nejlepší obsazení Las Vegas Film Critics Society Award v kategorii nejlepší obsazení Mezinárodní filmový festival v Santa Barbaře – ocenění American Riviera Award Nevada Film Critics Society Award v kategorii nejlepší obsazení New York Film Critics Online Awards v kategorii nejlepší obsazení Phoenix Film Critics Society Award v kategorii nejlepší obsazení Screen Actors Guild Award v kategorii nejlepší filmové obsazení Satellite Award v kategorii nejlepší obsazení Washington D.C. Area Film Critics Association Award v kategorii nejlepší obsazení Nominace – Central Ohio Film Critics Association Award v kategorii nejlepší herečka ve vedlejší roli Nominace – Critics' Choice Movie Award v kategorii nejlepší herečka ve vedlejší roli Nominace – Denver Film Critics Society Award v kategorii nejlepší herečka ve vedlejší roli Nominace – Indiana Film Journalists Association Award v kategorii nejlepší herečka ve vedlejší roli Nominace – Las Vegas Film Critics Society Award v kategorii nejlepší herečka ve vedlejší roli Nominace – North Carolina Film Critics Online Award v kategorii nejlepší herečka ve vedlejší roli Nominace – Oscar v kategorii nejlepší herečka ve vedlejší roli Nominace – Phoenix Film Critics Society Award v kategorii nejlepší herečka ve vedlejší roli Nominace – San Diego Film Critics Society Award v kategorii nejlepší obsazení Nominace – Screen Actors Guild Award v kategorii nejlepší herečka ve vedlejší roli Nominace – Satellite Award v kategorii nejlepší herečka ve vedlejší roli |
| 2016     | Doctor Strange                          | Christine Palmer              | nominace – Teen Choice Awards v kategorii nejlepší filmová herečka (fantasy) |
| 2017     | Neposlušnost                            | Esti Kuperman                 | nominace – British Independent Film Awards v kategorii nejlepší ženský herecký výkon ve vedlejší roli nominace – Women Film Critics Circle Awards v kategorii nejlepší filmový pár (sdíleno s Rachel Weisz) |
| 2018     | Noční hra                               | Annie Davis                   | nominace – Critics' Choice Movie Awards v kategorii nejlepší herečka (komedie) |
| 2020     | Eurovize                                | Sigrit Ericksdottir           | |
| 2022     | Doctor Strange v mnohovesmíru šílenství | Christine Palmer              | |
| 2023     | To jsem já, Margaret!                   | Barbara                       | |
| Televize |                                         |                               | |
| Rok      | Název                                   | Role                          | Poznámky |
| 2001     | Shotgun Love Dolls                      | Beth Swanson                  | Pilotní díl |
| 2001     | The Famous Jett Jackson                 | Hannah Grant                  | díl: „Food for Thought“ |
| 2002     | Guilt by Association                    | Danielle Mason                | Televizní film |
| 2002     | Earth: Final Conflict                   | Christine Bickwell            | díl: „Atavus High“ |
| 2003–05  | Slings and Arrows                       | Kate McNeil                   | 7 dílů Gemini Award v kategorii nejlepší herečka ve vedlejší roli – dramatický seriál (2004) Nominace – Gemini Award v kategorii nejlepší hostující role v dramatickém seriálu (2006) |
| 2015     | Temný případ                            | Ani Bezzerides                | 8 dílů Nominace – Critics' Choice Television Award v kategorii nejlepší herečka v TV filmu/mini-seriálu |